# Mathias Wehr

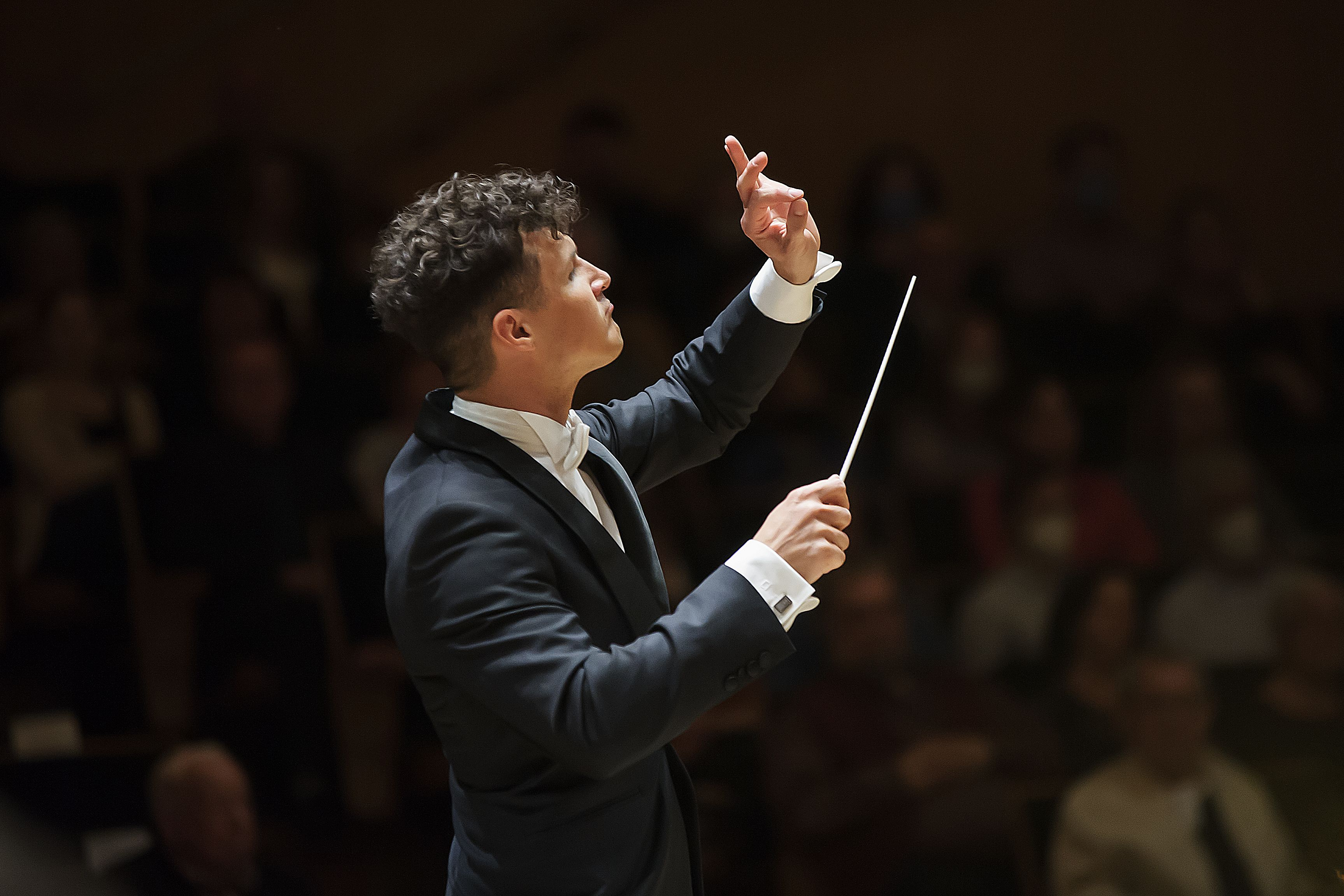
Mathias Wehr

Mathias Wehr (* 31. Oktober 1984 in Schwabach bei Nürnberg) ist ein deutscher Komponist und Dirigent. 

## Leben
Mathias Wehr begann mit 16 Jahren das Studium im Fach Klarinette an der Musikhochschule Nürnberg. In dieser Zeit spielte er als Klarinettist in verschiedenen Sinfonieorchestern, wie den Fürther Streichhölzern, dem Erlanger Kammerorchester, Orchestergemeinschaft Nürnberg oder dem Sinfonieorchester der Hochschule Nürnberg-Augsburg. Konzertreisen mit dem Wagner-Tenor Siegfried Jerusalem führten ihn unter anderem bis nach Kanada.
Nachdem Mathias Wehr sein künstlerisches und pädagogisches Diplom im Hauptfach Klarinette absolviert hatte, machte er 2009 sein Examen mit Auszeichnung im Zweitstudium „Blasorchesterleitung und Instrumentation“ am Leopold-Mozart-Zentrum der Universität Augsburg bei Maurice Hamers. Im Rahmen dieser Ausbildung arbeitete er unter anderem mit der Königlichen Fanfare (Niederlande) und der Cory Band (Wales) zusammen. Seine erste Anstellung als Musikalischer Leiter bekam er mit 18 Jahren beim Großen Blasorchester Burgfarrnbach. Für diese Tätigkeit bekam er den Kulturförderpreis der Stadt Fürth verliehen. Workshops für Dirigieren bei Pierre Kuijpers und Jan Cober sowie Konzertprojekte mit Jan van der Roost, Piet Swerts und Ray Farr (Brass Band in England) erweiterten seine Ausbildung.
Mit 23 Jahren gewann er Titel „European Conductor of the Year 2008“ bei den 4. European Conductors Championship in Stavanger, Norwegen. Nur ein Jahr später gewann er den Silbernen-Taktstock beim World Music Conductor Contest in Kerkrade, Holland.
Als Gastdirigent in Deutschland und Österreich dirigierte er von 2006 bis 2016 das Symphonische Blasorchester Unterpleichfeld. Mit diesem Orchester gewann er 2007 den internationalen Höchststufenwettbewerb des Deutschen Musikfests und 2010 den internationalen Wettbewerb des „Jungfrau Music Festivals“ in Interlaken (Schweiz). Mit seinem dritten Orchester, der Bläserphilharmonie Forchheim, belegte er beim Deutschen Musikfest 2013 in Chemnitz, in der Kategorie Oberstufe, den ersten Platz und den 2. Platz beim Flicorno D`Oro Wettbewerb in der Kategorie Superiore. 2011 gründete Mathias Wehr die Nordbayerische Brass Band, die er über 10 Jahre bis 2023 leitete. Mit diesem Ensemble erspielte er den Zweiten Preis in der Oberstufe bei den 1. German Open in Chemnitz.
Als Komponist gewann er mit seinem zweiten Werk „Infinity“ den internationalen Schönwerth-Kompositionswettbewerb des Nordbayerischen Musikbundes. Deep Water Night wurde nach der Uraufführung vom Landesblasorchester NRW, mit dem 2. Preis beim Kompositionswettbewerb des Volksmusikerbundes NRW ausgezeichnet. 2017 gewann sein Werk Throne of the North beim internationalen Kompositionswettbewerb der Philharmonic Society Corfu, Griechenland, den 1. Preis und den Orchester-Award.
Auftragskompositionen verfertigte er unter anderem für das Bundes-Naturton-Orchester. Auch das Kindermusical Das fliegende Kästchen gehört zu seinen Auftragskompositionen. 
Seit 2024 leitet er die Westfälische Bläserphilharmonie Westfalen Winds, ein überregionales sinfonisches Blasorchester aus etwa 75 Laienmusikern, Musikstudenten und professionellen Musikern. Mit dem ersten gemeinsamen Konzert dirigierte er die deutsche Erstaufführung der sinfonischen Blasorchester Fassung seiner Komposition "Journey into Singularity".

## Werke (Auswahl)
| MathiasWehrMusic | MusikVerlag Frank |
| --- | --- |
| Blasorchester | |
| - 2024 Earthen Echoes Unveiled - 2023 Destination Proxima Centauri B - 2023 At the Gate of God's Garden - 2023 Humanity - 2023 Nauf's Annafest | - 2021 Children of time - 2020 Grab your sword and come with me - 2019 The complete champions - 2019 Como la flor - 2018 Symphonic Anthem - 2017 Throne of the North - 2017 Snowflake Lullaby - 2018 Markdorfer Jubiläumsmarsch - 2016 Fire in the glen - 2015 Menosgada - 2026 Traveler under a starlit sky - 2013 True Lover's farewell - Gruß an Fürth - 2011 Infinity - 2008 Phönix |
| Brass Band | |
| | - 2022 Journey into Singularity - 2021 Wooden-bow-ties-Celebration - 2019 Hyperdrive |
| Flötenorchester | |
| - 2024 Rainy days in Beijing - 2023 Humanity - 2019 Como la flor - 2017 Throne of the North - 2017 Snowflake Lullaby                           | |
| Epic Music | |
| - 2021 Enthoránie - 2022 The Beauty and the Sword - 2022 Make a Wish - 2022 Sanaa                                                              | |

## Auszeichnungen
- 2003 Kulturpreis der Stadt Schwabach
- 2007 Internationaler Höchststufenwettbewerb des Deutschen Musikfests mit dem Symphonischen Blasorchester Bleichfeld
- 2008 Europas Dirigent des Jahres bei den 4. European Conductors Championship in Stavanger, Norwegen
- 2009 Zweiter Preis beim World Music Conductors Championship, Niederlande
- 2010 Erster Preis des Internationalen Musikfestivals, Schweiz, mit dem Symphonischen Blasorchester Unterpleichfeld
- 2010 Kulturpreis der Stadt Fürth
- 2011 Zweiter Preis und Publikumspreis für Infinity beim Internationalen Kompositionswettbewerb, Deutschland
- 2013 Erster Preis beim Deutschen Musikfestival mit Bläserphilharmonie Forchheim
- 2015 Zweiter Preis beim Kompositionswettbewerb NRW für Deep Water Night
- 2016 Zweiter Preis Flicorno d`Oro Wettbewerb (Superiore) mit der Bläserphilharmonie Forchheim
- 2017 Forchheimer Kulturpreis Triton[6]
- 2017 Erster Preis und Orchesterpreis für Throne of the North, Philharmonische Gesellschaft Mantzaros, Griechenland
- 2018 Zweiter Preis beim Kompositionswettbewerb NRW für Snowflake Lullaby
- 2018 Dritter Preis bei den German Brass Band Championships in der 1. Division mit der Nordbayerischen Brass Band
- 2018 Erster Preis beim Blasorchesterwettbewerb des Nordbayerischen Musikbundes mit der Bläserphilharmonie Forchheim
- 2019 Zweiter Preis beim Brass Band Entertainment Contest mit der Nordbayerischen Brass Band
- 2019 Dritter Preis beim International Cory Band Composer Prize für Hyperdrive
- 2020 Erster Preis beim Otto-Ditscher Kompositionswettbewerb für Grab your sword and come with me

## Uraufführungen
- 2008 Phönix, wie ein Vogel aus der Asche (Symphonisches Blasorchester Unterpleichfeld)
- 2011 Infinity (Bläserphilharmonie Regensburg)
- 2013 Das fliegende Kästchen (Cantemus Chor)
- 2014 True Lover`s farewell (Bläserphilharmonie Forchheim)
- 2014 Deep Water Night
- 2014 Gruß an Fürth (Marsch) (Musikzug Burgfarrnbach)
- 2015 Traveller under a starlit sky (BundesNaturtonOrchester)
- 2016 Menosgada (Symphonische Blasorchester Unterpleichfeld – Horn-Solistin Tamara Kleinhenz)
- 2017 Fire in the Glen (Nordbayerische Brass Band)
- 2017 Throne of the North (Philharmonic Society of Mantzaros, Griechenland)
- 2018 Markdorfer Jahresreigen (Stadtkapelle Markdorf)
- 2018 Markdorfer Jubiläumsmarsch (Stadtkapelle Markdorf)
- 2018 Snowflake Lullaby
- 2019 Hyperdrive (Cory Brass Band)
- 2024 Samurai (Züricher Kantonalmusikfest)
- 2024 Earthen Echoes Unveiled (WASBE-Konferenz in Korea) durch das Landesblasorchester Baden-Württemberg